# 卡尔·约翰·林德
卡尔·约翰·林德（瑞典語：Carl Johan Lind，1883年5月25日—1965年2月2日），瑞典男子田径运动员。他曾代表瑞典参加1912年、1920年、1924年和1928年夏季奥林匹克运动会田径比赛，共获得一枚银牌和一枚铜牌。